# Little Lucid Moments
Little Lucid Moments è il dodicesimo album in studio della band norvegese Motorpsycho uscito il 31 marzo 2008, per la Rune Grammofon Records in Scandinavia, in Inghilterra, negli USA e in Francia mentre per la Germania e per il resto dell'Europa uscì il 28 marzo 2008 per la Stickman Records. È disponibile sia in formato Cd che in doppio vinile.
La copertina è ancora una volta firmata da Kim Hiorthøy.
Questo è il primo album con il nuovo batterista Kenneth Kapstad che sostituì Håkon Gebhardt dopo l'uscita dalla band.

## Tracce
1. Suite: Little Lucid Moments – 21:05
  1. Lawned (Consciousness Causes Collapse) – 6:10
(Sæther)
  2. A Hoof to the Head – 4:19
(Ryan/Sæther)
  3. Hallucifuge (Hyperrealistically Speaking...) – 9:18
(Kapstad/Ryan/Sæther)
  4. Sweet Oblivion / Perfect Sense – 1:1)
(Ryan/Sæther)
2. Year Zero (a damage report) – 11:26
(Ryan)
3. She Left on the Sun Ship – 14:25
Featuring Confusion is Kjeks & (I think) I Feel Better Now...
(Kapstad/Ryan/Sæther)
4. The Alchemyst – 12:27
a discourse on transmutation, pennies dropping & the luminiferous aether
(Sæther)

## Componenti
- Bent Sæther: voce, basso, chitarre, tastiere
- Hans Magnus Ryan: chitarre, voce, tastiere
- Kenneth Kapstad: batteria